# Le Serpent mage
Le Serpent mage (Serpent Mage) est le quatrième des sept tomes qui composent le cycle Les Portes de la mort. Il a été coécrit par les écrivains Margaret Weis et Tracy Hickman en 1993.
Il a été traduit de l'américain par Simone Hilling.

## Résumé
Chelestra, est une bulle entièrement remplie d'eau. À l'intérieur, les nains, les elfes et les humains voyagent sur leurs « lunes de mer » à travers l'immensité bleue, suivant le soleil de mer, leur source d'énergie. Malheureusement, des serpents géants rodent dans ce monde immergé.
Haplo apparaît au beau milieu mais sa nef a très mal supporté la traversée de la Porte de la Mort. Alfred survient, et, tous les deux trouvent enfin les Sartans qu'ils cherchaient.
Mais l'accueil n'est pas celui qu'Alfred espérait.

## Personnages
- Haplo
- Alfred
- Samah
- la naine Grundle